# 이디시어

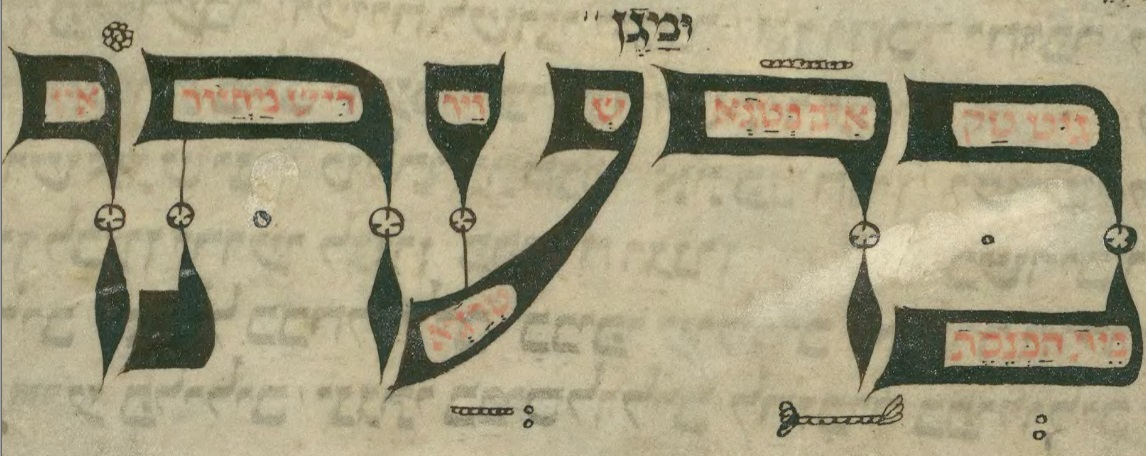
보름스에서 발견된 Machzor (히브리어 기도서)의 서예 부분. 이디시어 글자는 빨간색으로 적혀있다.

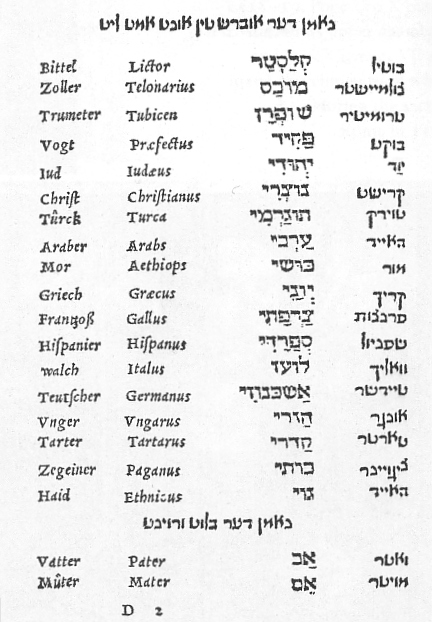
1542년 Elia Levita가 출판한 이디시어-히브리어-라틴어-독일어 사전 및 동의어 사전인 Shemot Devarim (lit. '사물의 이름')의 한 쪽

이디시어(이디시어: ייִדיש)는 아슈케나즈 유대인이 사용했던 서게르만어군 언어이다. 9세기경 중앙 유럽에서 발생되었으며,
고지 독일어를 바탕으로 한 방언에 히브리어, 유대 아람어, 슬라브어 및 로망스어 계열의 요소들이 결합된 언어이다. 초기 아쉬케나지 유대인 집단을 중심으로  사용되었으며, 표기로는 히브리 문자의 자모음 표기가 가능한 판을 사용하며 오른쪽에서 왼쪽으로 쓴다.

## 형성
셈어 성분과 독일어 성분을 받아들인 뒤 복잡하게 융합되어 형성되었고, 약간의 로망스제어와 슬라브어 성분(특히 폴란드어)을 받아들였다.

## 사용 인구 및 현황
| 합계                           | 10,690,000명 |
| ------------------------------ | ------------ |
| 유럽-러시아를 포함한 중동유럽  | 6,767,000명  |
| 서유럽                         | 317,000명    |
| 이스라엘                       | 285,000명    |
| 이스라엘 밖의 다른 아시아 지역 | 14,000명     |
| 북미                           | 2,987,000명  |
| 중남미                         | 255,000명    |
| 오스트레일리아                 | 9,000명      |
| 아프리카                       | 56,000명     |

## 발음
|          |        | 순음 | 치경음   | 치경음 | 후치경음 | 후치경음 | 구개음 | 성문음 |
| 구개음화 | 평음   | 순음 | 구개음화 | 평음   |          |          | 구개음 | 성문음 |
| -------- | ------ | ---- | -------- | ------ | -------- | -------- | ------ | ------ |
| 비음     | 비음   | m    | nʲ       | n      |          |          | (ŋ)    |        |
| 파열음   | 무성음 | p    |          | t      |          |          | k      | (ʔ)    |
| 파열음   | 유성음 | b    |          | d      |          |          | ɡ      |        |
| 파찰음   | 무성음 |      | tsʲ      | ts     | tʃʲ      | tʃ       |        |        |
| 파찰음   | 유성음 |      | dzʲ      | dz     | dʒʲ      | dʒ       |        |        |
| 마찰음   | 무성음 | f    | sʲ       | s      |          | ʃ        | x ~ χ  | h      |
| 마찰음   | 유성음 | v    | zʲ       | z      |          | ʒ        | ɣ ~ ʁ  |        |
| R음      | R음    |      |          | r      | r        | r        | r      |        |
| 접근음   | 중설음 |      |          |        |          |          | j      |        |
| 접근음   | 설측음 |      |          | l      |          |          | ʎ      |        |

|          | 전설 모음 | 중설 모음 | 후설 모음 |
| -------- | --------- | --------- | --------- |
| 고모음   | ɪ         |           | ʊ         |
| 중저모음 | ɛ         | ɜ         | ɔ         |
| 저모음   | a         |           |           |

| 전설 핵 | 중설 핵 | 후설 핵 |
| ------- | ------- | ------- |
| ɛɪ      | aɪ      | ɔɪ      |

## 같이 보기
- 히브리 문자